# Abadia de Roma
A Abadia de Roma (em sueco:  Roma kloster; em latim: Sancta Maria de Gutnalia in Roma) é uma antiga abadia católica localizada na proximidade da aldeia de Roma, a 17 km da cidade da cidade de Visby, na ilha sueca da Gotlândia.

Foi fundado por monges Cistercienses no século XVI, e tornada propriedade da Coroa Dinamarquesa no século XVI. As suas ruínas são o palco de eventos teatrais no verão.